# Consonne occlusive vélaire voisée
La consonne occlusive vélaire voisée est un son consonantique très fréquent dans de nombreuses langues parlées. Le symbole dans l’alphabet phonétique international est [ɡ] (un G minuscule dont la jambe n’est pas bouclée :  110 U+0261) ou, comme symbole équivalent depuis 1993, [g] (un G minuscule dont la jambe est bouclée dans certaines polices de caractères :  210 U+0067),,,.
Selon les langues, il peut être plein [ɡ], aspiré [ɡʱ], murmuré [ɡ̈], palatalisé [ɡʲ], labialisé [ɡʷ], assourdi [ɡ̊] ([k]), prénasalisé [ᵑɡ], etc.
Sur les six consonnes occlusives les plus fréquentes dans les langues parlées du monde, réparties sur trois points d'articulation ([p, b, t, d, k, ɡ]), [p] et [ɡ] sont les consonnes qui manquent le plus fréquemment (autour de 10 % des langues ayant les autres occlusives). Quelques langues (arabe standard moderne, ket) ne possèdent pas les deux.

## Caractéristiques
Voici les caractéristiques de la consonne occlusive vélaire voisée :
- son mode d'articulation est occlusif, ce qui signifie qu'elle est produite en obstruant l’air du chenal vocal ;
- son point d'articulation est vélaire, ce qui signifie qu'elle est articulée par la partie antérieure de la langue (le dorsum) contre le palais mou (ou velum) ;
- sa phonation est voisée, ce qui signifie que les cordes vocales vibrent lors de l’articulation ;
- c'est une consonne orale, ce qui signifie que l'air ne s’échappe que par la bouche ;
- c'est une consonne centrale, ce qui signifie qu’elle est produite en laissant l'air passer au-dessus du milieu de la langue, plutôt que par les côtés ;
- son mécanisme de courant d'air est égressif pulmonaire, ce qui signifie qu'elle est articulée en poussant l'air par les poumons et à travers le chenal vocatoire, plutôt que par la glotte ou la bouche.

## En français
Le français possède ce son et le transcrit g (gu lorsqu'il est suivi de e, i ou y). Par exemple, le mot « gai » se prononce /ɡe/ ou /ɡɛ/.

## Autres langues
C'est une consonne très courante dans les langues du monde. Certaines langues, comme l'hindi, font la distinction entre [ɡ] et [ɡʱ] aspiré.
L'italien possède le [ɡ], comme dans les mots gatto et agro.

## Littérature
- [JIPA 1993] (en) « Council actions on revisions of the IPA », Journal of the International Phonetic Association, vol. 23, no 1,‎ juin 1993, p. 32–34 (DOI 10.1017/S002510030000476X)
- [IPA 1999] (en) International Phonetic Association, Handbook of the International Phonetic Association : a guide to the use of the International Phonetic Alphabet, Cambridge, U.K. ; New York, NY, Cambridge University Press, 1999
- [Wells 2012] (en) John Wells, « The International Phonetic Alphabet in Unicode », sur Professor John Wells, Speech Hearing and Phonetic Sciences, University College London, 4 juin 2012 (consulté le 21 février 2015)

## Voir encore
- Mode d'articulation
- Point d'articulation